# Championnats d'Europe d'athlétisme en salle 2009
Navigation
Les 30e Championnats d'Europe d'athlétisme en salle se sont déroulés du 6 au 8 mars 2009 à Turin, en Italie.

## Site des compétitions
Les épreuves se déroulent à l'Oval Lingotto, salle multi-sports construite à l'occasion des Jeux olympiques d'hiver de 2006. L'enceinte a une capacité de 6 600 spectateurs.

## Faits marquants
- La Russie domine ces Championnats d'Europe 2009 en remportant au total 10 médailles d'or, dont 8 épreuves féminines.
- Le Britannique Dwain Chambers établit en demi-finale du 60 mètres un nouveau record d'Europe en salle de la distance avec le temps de  6 s 42[1]. Le précédent record (6 s 45) était détenu par le Français Ronald Pognon depuis le 13 février 2005, réalisé à l'époque à Karlsruhe.
- Avec sa performance de 8,71 m réalisée en finale, l'Allemand Sebastian Bayer améliore de 15 centimètres le record d'Europe du saut en longueur détenu par l'Espagnol Yago Lamela depuis 1999[2].
- Devant son public, l'Italien Fabrizio Donato remporte son deuxième titre international en établissant la meilleure performance mondiale de l'année en salle du triple saut avec 17,59 m.

## Podiums

### Hommes
| Épreuves         | Or                                                                             | Argent                                                                | Bronze                                                                           |
| ---------------- | ------------------------------------------------------------------------------ | --------------------------------------------------------------------- | -------------------------------------------------------------------------------- |
| 60 m             | Dwain Chambers Royaume-Uni 6 s 46                                              | Fabio Cerutti Italie 6 s 56                                           | Emanuele Di Gregorio Italie 6 s 56                                               |
| 400 m            | Johan Wissman Suède 45 s 89                                                    | Claudio Licciardello Italie 46 s 32                                   | Ioan Vieru Roumanie 46 s 54                                                      |
| 800 m            | Yuriy Borzakovskiy Russie 1 min 48 s 55                                        | Luis Alberto Marco Espagne 1 min 49 s 14                              | Mattias Claesson Suède 1 min 49 s 32                                             |
| 1 500 m          | Rui Silva Portugal 3 min 44 s 38                                               | Diego Ruiz Espagne 3 min 44 s 70                                      | Yoann Kowal France 3 min 44 s 75                                                 |
| 3 000 m          | Mohamed Farah Royaume-Uni 7 min 40 s 17                                        | Bouabdellah Tahri France 7 min 42 s 14                                | Jesús España Espagne 7 min 43 s 29                                               |
| 60 mètres haies  | Ladji Doucouré France 7 s 55                                                   | Gregory Sedoc Pays-Bas 7 s 55                                         | Petr Svoboda Tchéquie 7 s 61                                                     |
| Relais 4 × 400 m | ITA Jacopo Marin Matteo Galvan Domenico Rao Claudio Licciardello 3 min 06 s 68 | GBR Richard Buck Nick Leavey Nigel Levine Philip Taylor 3 min 07 s 04 | POL Jan Ciepiela Marcin Marciniszyn Jaroslaw Wasiak Piotr Klimczak 3 min 07 s 04 |
| Saut en hauteur  | Ivan Ukhov Russie 2,32 m                                                       | Kyriakos Ioannou Chypre Aleksey Dmitrik Russie 2,29 m                 | -                                                                                |
| Saut à la perche | Renaud Lavillenie France 5,81 m                                                | Pavel Gerasimov Russie 5,76 m                                         | Alexander Straub Allemagne 5,76 m                                                |
| Saut en longueur | Sebastian Bayer Allemagne 8,71 m (RE)                                          | Nils Winter Allemagne 8,22 m                                          | Marcin Starzak Pologne 8,18 m                                                    |
| Triple saut      | Fabrizio Donato Italie 17,59 m                                                 | Viktor Yastrebov Ukraine 17,25 m                                      | Igor Spasovkhodskiy Russie 17,15 m                                               |
| Lancer du poids  | Tomasz Majewski Pologne 21,02 m                                                | Yves Niaré France 20,42 m                                             | Ralf Bartels Allemagne 20,39 m                                                   |
| Heptathlon       | Mikk Pahapill Estonie 6 362 points                                             | Oleksiy Kasyanov Ukraine 6 205 points                                 | Roman Šebrle Tchéquie 6 142 points                                               |

### Femmes
| Épreuves         | Or                                                                                      | Argent                                                                   | Bronze                                                                                          |
| ---------------- | --------------------------------------------------------------------------------------- | ------------------------------------------------------------------------ | ----------------------------------------------------------------------------------------------- |
| 60 m             | Yevgeniya Polyakova Russie 7 s 18                                                       | Ezinne Okparaebo Norvège 7 s 21                                          | Verena Sailer Allemagne 7 s 22                                                                  |
| 400 m            | Antonina Krivoshapka Russie 51 s 18                                                     | Nataliya Pyhyda Ukraine 51 s 44                                          | Darya Safonova Russie 51 s 85                                                                   |
| 800 m            | Mariya Savinova Russie 1 min 58 s 10                                                    | Oksana Zbrozhek Russie 1 min 59 s 20                                     | Elisa Cusma Italie 2 min 00 s 23                                                                |
| 1 500 m          | Natalia Rodríguez Espagne 4 min 08 s 72                                                 | Sonja Roman Slovénie 4 min 11 s 42                                       | Roisin McGettigan Irlande 4 min 11 s 58                                                         |
| 3 000 m          | Almitu Bekele Degfa Turquie 8 min 46 s 50                                               | Sara Moreira Portugal 8 min 48 s 18                                      | Mary Cullen Irlande 8 min 48 s 47                                                               |
| 60 mètres haies  | Eline Berings Belgique 7 s 92                                                           | Lucie Škrobáková Tchéquie 7 s 95                                         | Derval O'Rourke Irlande 7 s 97                                                                  |
| Relais 4 × 400 m | Russie Natalya Antyukh Darya Safonova Yelena Voynova Antonina Krivoshapka 3 min 29 s 12 | Royaume-Uni Donna Fraser Kim Wall Vicky Barr Marilyn Okoro 3 min 30 s 42 | Biélorussie Alena Kievich Katsiaryna Bobryk Hanna Tashpulatava Katsiaryna Mishyna 3 min 35 s 03 |
| Saut en hauteur  | Ariane Friedrich Allemagne 2,01 m                                                       | Ruth Beitia Espagne 1,99 m                                               | Viktoriya Klyugina Russie 1,96 m                                                                |
| Saut à la perche | Yuliya Golubchikova Russie 4,75 m                                                       | Silke Spiegelburg Allemagne 4,75 m                                       | Anna Battke Allemagne 4,65 m                                                                    |
| Saut en longueur | Ksenija Balta Estonie 6,87 m                                                            | Yelena Sokolova Russie 6,84 m                                            | Olga Kucherenko Russie 6,82 m                                                                   |
| Triple saut      | Anastasiya Taranova Russie 14,68 m                                                      | Marija Šestak Slovénie 14,60 m                                           | Dana Veldáková Slovaquie 14,40 m                                                                |
| Lancer du poids  | Petra Lammert Allemagne 19,66 m                                                         | Denise Hinrichs Allemagne 19,63 m                                        | Anca Heltne Roumanie 18,71 m                                                                    |
| Pentathlon       | Anna Bogdanova Russie 4 761 points                                                      | Jolanda Keizer Pays-Bas 4 644 points                                     | Antoinette Nana Djimou France 4 618 points                                                      |

## Tableau des médailles
| Rang  | Nation | Or | Argent | Bronze | Total |
| ----- | ------ | -- | ------ | ------ | ----- |
| 1.    | RUS    | 9  | 4      | 4      | 17    |
| 2.    | GER    | 3  | 3      | 4      | 10    |
| 3.    | FRA    | 2  | 2      | 2      | 6     |
| 3.    | ITA    | 2  | 2      | 2      | 6     |
| 5.    | GBR    | 2  | 2      | 0      | 4     |
| 6.    | EST    | 2  | 0      | 0      | 2     |
| 7.    | ESP    | 1  | 3      | 1      | 5     |
| 8.    | POR    | 1  | 1      | 0      | 2     |
| 9.    | POL    | 1  | 0      | 2      | 3     |
| 10.   | SWE    | 1  | 0      | 1      | 2     |
| 11.   | BEL    | 1  | 0      | 0      | 1     |
| 11.   | TUR    | 1  | 0      | 0      | 1     |
| 13.   | UKR    | 0  | 3      | 0      | 3     |
| 14.   | NED    | 0  | 2      | 0      | 2     |
| 14.   | SLO    | 0  | 2      | 0      | 2     |
| 16.   | CZE    | 0  | 1      | 2      | 3     |
| 17.   | CYP    | 0  | 1      | 0      | 1     |
| 17.   | NOR    | 0  | 1      | 0      | 1     |
| 19.   | IRL    | 0  | 0      | 2      | 2     |
| 19.   | ROU    | 0  | 0      | 2      | 2     |
| 21.   | BLR    | 0  | 0      | 1      | 1     |
| 21.   | SVK    | 0  | 0      | 1      | 1     |
| Total | Total  | 26 | 27     | 25     | 78    |